# Eupelmus hartigi
Eupelmus hartigi is een vliesvleugelig insect uit de familie Eupelmidae. De wetenschappelijke naam is voor het eerst geldig gepubliceerd in 1841 door Förster.